# Lecithocera frisilina
Lecithocera frisilina is een vlinder uit de familie van de Lecithoceridae. De wetenschappelijke naam van de soort werd voor het eerst geldig gepubliceerd in 1978 door Gozmany als Recontracta frisilina.